# تيمور بختيار
هو تيمور ابن فتح علي خان بختياري، وهو الرئيس الأول لجهاز السافاك المخابراتي الإيراني، ، يلقب بـ( أب السافاك)، أبوه من رؤساء البختيارية، وهو ابن عم الملكة ثريا زوجة الشاه الثانية.

## ولادته ونشأته ودراسته
ولد في أصفهان عام 1914، وتعلم في سن العاشرة الرماية وركوب الخيل، ودرس بمدارسها حتى انتهى من المرحلة الثانوية، وعاش في تلك المرحلة في ظل صراع الشاه العسكري مع قبيلته حتى أصدر الشاه أوامره بقتل أبيه فتح علي خان بختياري وعمه سردار أسعد بختياري، فهرب تيمور بمساعدة عمه أبو القاسم خان إلى خارج إيران يرافقهم شاهبور بختيار واتجهوا إلى لبنان عام 1930.
في لبنان درس في معهد لابيك الفرنسي في بيروت فتعلم العربية والفرنسية وتخرج منه بعد سنتين. بعد ذلك قرر الذهاب إلى فرنسا لدراسة المرحلة الجامعية على حسابه الخاص، فالتحق عام 1933 بكلية سن سير العسكرية ودرس فيها الفنون القتالية وتخرج منها بعد سنتين وعاد إلى إيران.

## في صفوف الموالاة للشاه

### الترقي في الجيش
التحق بالجيش الشاهنشاهي فور عودته من فرنسا برتبة ملازم ثاني فأوكلت إليه مهمة رسم خرائط للحدود البلوشية شرق البلاد، وبعد سنة عين في طهران قائداً لفوج الخيالة ثم خدم في الأقاليم الأخرى وترقى إلى عدة مناصب عسكرية منها: الركن الرابع في جيش مكران في بلوشستان ثم قائداً للخيالة في إحدى الوحدات على الحدود العراقية الإيرانية، ثم قائداً لخيالة الجيش التاسع في أصفهان، فقائداً لقوات الخيالة للجيش في العاصمة، فمسؤولاً عن شعبة العشائر المركزية لقوات الجيش.
في عام 1946 رقي إلى رتبة رائد وأصبح مديراً لدائرة التجنيد الإلزامي في مدينة زنجان، فنظم شبكة من الأنصار تضم أبناء العشائر الأذربيجانية مع القبائل البختيارية في المناطق الجبلية من محافظة أذربيجان لمحاربة الجمهورية الانفصالية التي أقامها الجيش الأحمر هناك عام 1945 والتي أدخل فيها عناصر من الروس والقوقازيين لمساعدة الانفصاليين الأذريين، وعلى الرغم من انتقاد محافظ زنجان له بحجة عدم قتاله بالمستوى المطلوب بعد إرسال الشاه تعزيزات عسكرية بقيادة ضياء الدين طبطبائي، إلا أنه أثبت جدارة كبيرة في مقاومة الانفصاليين.
بعدها بسنتين رقي إلى رتبة مقدم وفي السنة التي تلتها حصل على المركز الأول في دورة القيادة والإدارة في الكلية العسكرية.
في العام 1950 حصل على رتبة مقدم أول وأصبح رئيساً لمركز القيادة في القوات الخاصة، وبعد حلها تم تقسيمها إلى 3 فرق، عين منها على الفرقة الثالثة الجبلية في مدينة اردبشت عام 1953، وفي نفس السنة عين قائداً للفرقة المستقلة المدرعة في كرمنشاه، وساعده في هذا الارتقاء زواج الشاه من قريبته ثريا عام 1951.

### دوره خلال وبعد محاولة انقلاب مصدق
بعد هروب الشاه إلى إيطاليا أعلن تيمور عن استعداده لإسقاط حكومة مصدق مهدها باستعراض عسكري في 17 أغسطس 1953 وتعاون مع وكالة المخابرات الأمريكي في تنفيد خطة الانقلاب المسماة أجاكس.
بعد فشل محاولة انقلاب مصدق عام 1953 والقبض عليه، عينه الشاه حاكماً عسكرياً لطهران مدة 3 سنوات، كانت أهم واجباته تتمثل فيما يلي:
1. حماية مدينة طهران من عمليات التمرد والتخريب ومراقبة طرقها الجوية والبرية، حماية سوق طهران من التظاهرات المؤيدة لمصدق وقمعها، حماية المؤتمرات، منع التظاهرات أثناء عرض الأفلام والمسرحيات، والتعاون مع القوات الأمنية في حفظ النظام.
2. محاربة حزب توده بلا رحمة: كشف مخططاته وتحركاته واعتقال قياداته الرئيسة، وكشف منظماته وخلاياه والتعرف عليها، بالإضافة إلى كشف وإغلاق مطابعه، ومنع نشر اعلاناته في الصحف.
3. التعرف على رجال السياسة في حكومة مصدق واعتقالهم، ومنع اعلاناته في الصحف.
4. سجن المعارضين لحكومة زاهدي في سجون طهران والجزر الإيرانية المطلة على الخليج وقلاع خرم أباد، وتشتيتهم بلا رحمة.
5. مراقبة الجامعات ومدارس البنين والبنات وتفريق التظاهرات الطلابية، والتصدي لتحرش المراهقين للطالبات.
6. مراقبة الصحف والتسلط عليها.
7. حماية الشاه والحفاظ على حياته وقصوره الشاهنشاهية.

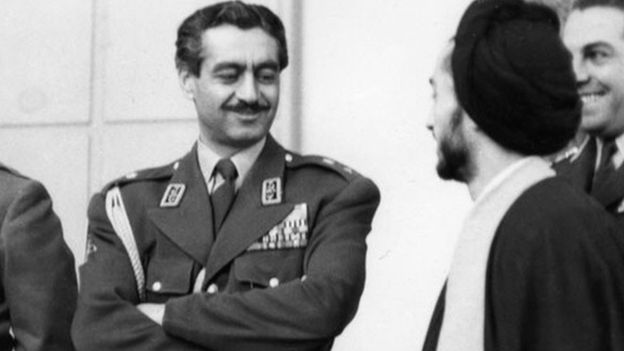
تيمور بختياري (يسار) بعد إلقاء القبض على نواب صفوي (يمين) - 1955

كما اشترك تيمور في محاكمة مصدق التي أقيمت في نفس العام بوصفه أحد أعضاء المحكمة الذين وقعوا على قرار إدانة مصدق.
بعد ذلك أمعن تيمور في القسوة على المعارضين: فطارد واعتقل وأشرف على تعذيب أعضاء حزب توده وحزب فدائيي إسلام والجبهة الوطنية وكشف خلية عسكرية مكونة من 600 ضابط برتب عالية تابعة لتوده داخل الجيش، و 500 طالب خريج عسكري ينتمون للحزب المذكور وانتهى المطاف ببعضهم بالإعدام رمياً بالرصاص فتمت ترقية تيمور إلى رتبة أعلى.
بعد استقالة زاهدي عين الشاه حسين علاء في المنصب بتاريخ 10 أبريل 1955 والذي تعرض لمحاولة اغتيال قبل سفره لحضور مؤتمر حلف بغداد نهاية هذا العام واتهمت الحكومة حزب فدائيي إسلام فصفت أبرز أعضائها منهم نواب صفوي وخليل كهماسب ومظفر ذو القدر وعبدالحسين واحدي، وكان دور تيمور هو ملاحقة منفذي الحادث خصوصاً وأنه لديه علاقات سابقة مع أعضاء تلك المنظمة.
في السنة التي تلتها أسندت إليه -باللإضافة إلى مهامه- قيادة المجموعة الاستخبارية المدربة من وكالة الاستخبارات العسكرية الأمريكية والتي كانت مهمتها القضاء على المجموعات المناهضة للحكومة الإيرانية والتي شكلت نواة السافاك فيما بعد، ولتأسيسه سافر تيمور إلى الولايات المتحدة لبحث طرق عمل ال CIA وFBI وقد ساعدته الحكومة الأمريكية بهذا الصدد لعلاقته الجيدة بهم وثقة الشاه به لكونه أحد أركان نظامه، وعلى الرغم من كره الناس له إلا أن الشاه عينه أول رئيس للسافاك  ونائباً لرئيس الوزراء بمرسوم إمبراطوري عام 1956 كما عين حسن باكروان نائباً له لشؤون المعلومات الأجنبية وحسن علوي كيا نائباً آخر لشؤون الأمن الداخلي، وتولى تيمور المنصب بداية عام 1957.

### فترة رئاسته للسافاك

#### داخلياً
ابتدأ ولايته بتشديد قبضته على البلاد فقام بتأسيس مكاتب السافاك في كثير من المدن الإيرانية والتي بدورها قامت بعمليات قمع رهيبة في أوساط الشعب خصوصاً العمال والكسبة والطلاب والمعارضين وحتى السياسيين الموالين للشاه من قبيل حزبي مليون (الوطنيون) ومردم (الشعب) الذين تمت قيادتهما وتوجيههما من تحت الطاولة على يد السافاك، مما زاد العداء له.
كما قام بمراقبة رجال الدين الشيعة داخل إيران، خصوصاً الذين يعارضون الشاه إلا أنه لم يتخذ اجراءات جسدية ضدهم لأنهم يشكلون مركز ثقل للمجتمع:
فأرسل جواسيسه إلى جواد الحائري ورفعوا تقاريرهم إليه التي ذكرت بأنه يصف الشاه بالمتكبر والمغرور والكافر وبدون شرف، وانتقد النظام البهلوي والحكومة. أما السيد البروجردي فلم يتجرأ تيمور على إثارة غضبه، بل كان ينفذ جميع طلباته ويحاول كسب وده، حتى أنه أمر مدير فرع السافاك في مدينة قم بلقاءه وأوصل تحيات المسؤولين له وأعرب عن استعداد السافاك لتنفيذ أوامره.
ونتيجة للخدمات التي قدمها للسافاك وخدمة النظام الشاهنشاهي فقد تم ترقيته إلى رتبة لواء عام 1960.
غير أن هذا لم يشفع له أمام الشاه الذي لامه في السنة التي تليها نتيجة الاضطرابات التي رافقت انتخابات ذلك العام الذي فازت فيها أحزاب مليون ومردم الموالية بالتزوير والتي واجهتها السافاك بكل قسوة وبدون علم رئيس الوزراء جعفر شريف إمامي الذي دفعه في النهاية للاستقالة.

#### خارجياً
في البداية اشتكى الشاه والسافاك من الأمريكيين لتلكؤهم في مساعدتهم ومستواهم التدريبي الهابط، فوجدوا ضالتهم في الموساد وكان تيمور من الأشخاص الذين ساعدوا في توثيق علاقة إيران بإسرائيل.
ففي أوائل عام 1957 سافر إلى إسرائيل بأمر الشاه والتقى برئيس الموساد ايزر هاريل تعرف فيها عليه وعلى زملائه منهم يعقوب كاروز المستشار السياسي للسفير الإسرائيلي في فرنسا الذي رتب معه مقابلة السفير الإسرائيلي يعقوب تسور في باريس والتي تمت في بيته في سبتمبر 1957.
استعرض الجانبان التطورات في الشرق الأوسط وأعربا عن قلقهما من التغلغل السوفيتي في مصر وسوريا ونشاطات الرئيس المصري السرية، ونقل تيمور عن الشاه اعجابه بالجيش الإسرائيلي وقدرته على التفوق على جيرانه العرب وأعرب عن قلق إيران من نوايا الدول العربية المطلة على ساحل الخليج العربي، كما اقترح على السفير باسم حكومته التعاون وتبادل الآراء بين البلدين، حكومة إسرائيل من جانبها استقبلت الاقتراح برحابة صدر وسرور.
واستمر الاتصال بين الطرفين، ففي أكتوبر من نفس العام، ارسلت حكومة إسرائيل مبعوثها الخاص، رئيس الموساد آنذاك أيسر هرئيل ، مع يعقوب كروز للقاء تيمور في روما فساهم هذا الاجتماع بتعميق العلاقات أكثر، وتوجت هذه الاجتماعات بزيارة سرية ليعقوب كروز إلى طهران نهاية ذلك العام تمهيداً لتبادل الزيارات بين الوفود الرسمية للطرفين على مختلف المستويات في المستقبل، وكان هذا عاملاً مساعداً في تطوير العلاقة بين البلدين على مختلف الصعد.
هذه الاتصالات أدت في النهاية إلى فتح ممثلية تجارية إسرائيلية في طهران عام 1958 والتي بدورها ساهمت في فتح 3 قواعد للموساد داخل إيران في كل من الأحواز، إيلام وكردستان مقابل رشاوى شهرية يقدمها عميل للموساد يدعى نمرودي إلى العميد في السافاك حسن علوي كيا ورئيس قسم الاستخبارات الخارجية للسافاك معتضد مقابل غض الطرف عنها لأن مهمتها مراقبة العراق والدول العربية.
كذلك ساند الموساد السافاك في عملياته، وكان يرفع التقارير السرية بشكل منتظم للسافاك عن أنشطة مصر في الدول العربية، والتطورات في العراق وأنشطة الشيوعيين في إيران، واستمرت الزيارات المتبادلة بين مسؤولي الطرفين وتطورت العلاقة بين البلدين حتى قررت إيران استئناف بعثاتها الدبلوماسية في إسرائيل وبالمقابل فتح مكتب اتصال على مستورى السفارة الإسرائيلية في طهران واستمرت العلاقات حتى أواخر عهد تيمور الذي كان هو بعد الشاه في مقدمة مستقبلي الجنرال الإسرائيلي هرزوغ الذي زار البلاد في 4 يوليو 1961 لمدة 7 أيام.

### التدهور والإقالة
عندما تولى الرئيس الأمريكي جون كنيدي الرئاسة بداية العام 1961، بعث الشاه تيمور مع وزير الاقتصاد علي خاني علي ناغي في شهر فبراير من العام نفسه للتفاوض مع الرئيس الأمريكي للتفاوض بشأن المساعدات المالية والعسكرية، وبشكل سري أعرب للمسؤولين الكبار والرئيس الأمريكي عن رغبته بالانقلاب على الشاه. وعلى الرغم من إعجاب الرئيس الأمريكي بشخصية تيمور ووجد فيه الشخص الذي سيقود بلاده مستقبلاً إلا أن الأمريكيين رفضوا طلبه، بل أبلغوا الشاه بالموضوع فاستاء منه وعزم على إقالته.
وجاءته الضربة الثانية بتعيين الشاه لعلي أميني في منصب رئاسة الوزاء خلفاً لجعفر امامي لأنه سعى كثيراً للحصول على المنصب
```
وأدى إلى في النهاية إلى إقالته على يد رئيس الحكومة 
علي أميني
 بناء على طلب من 
الشاه
 في 
ربيع
 العام 
1961
.
```

## معارضته للشاه

### المنفىالاختياري
بعد اقالته بعام سافر من طهران إلى روما ومنها إلى ألمانيا حيث أقام لفترة، ورفض ان يعود إلى بلاده.

### محاولة انقلاب على الشاه
لم يهدأ تيمور في المنفى وسعى لتدبير محاولة لقلب نظام حكم الشاه، فزار وزارة الخارجية الأميركية في واشنطن، عارضاً فيها على المسؤولين خدماته بما فيها خلع الشاه ثم بناء نظام آخر «أكثر ولاءً للأميركيين».
لم يرق ذلك للأمريكيين بل ابرقوا إلى الحكومة الإيرانية بفحوى ما عرضه عليهم، مما حذى بالحكومة الإيرانية إلى محاكمته محاكمة عسكرية والحكم عليه بالإعدام غيابياً عام 1969.
في تلك الأثناء سافر باختيار إلى بغداد للإعداد لذلك الانقلاب. وقُدمت له تسهيلات من قبل الحكومة العراقية -التي تؤوي معارضي الشاه آنذاك- وابتدأ بتجميع مجموعات من إيرانيين أعلنوا ولاءهم له ويعتقد أن من بينهم عملاء للسافاك
.
توقيفه في مطار بيروت
وقد أوقف في مطار بيروت الدولي في 4 أيار 1968 وحُكم عليه بالسجن 9 أشهر بتهمة تهريب أسلحة. طالب شاه إيران من سلطات بيروت تسليمه، لكن الرئيس شارل حلو رفض ذلك، رغم معارضة الرئيس شمعون صديق شاه إيران لموقف رئيس الجمهورية، لوساطة من البطريرك بولس المعوشي ولأنه ضد عقوبة الإعدام التي كانت ستُنَفّذ في طهران لو تم تسليمه.

## اغتياله
أغتيل بختيار في العراق من قبل جهاز السافاك -كما يعتقد- في يوم 12 آب 1970 خلال رحلة صيد.

## حياته الأسرية
تزوج في سن الثلاثين من امرأة قروية من نفس قبيلته وأنجب منها ابنة واحدة وعاشوا في غرفة متواضعة في شارع كاخ في طهران ثم تزوج من عدة نساء منهم السيدة اليخان ظفر وأنجب منها ومن نساء أخريات عدداً من الأولاد والبنات عاشوا في ظل تفكك أسري واستقر في النهاية على زوجة واحدة -مجهولة الاسم- انجبت له ولدان ولازمته في حياته حتى بعد خروجه من إيران فيما بعد ثم سافرت إلى سويسرا مع أولادها وظلت هناك.